# ميخايلو سيمنكو

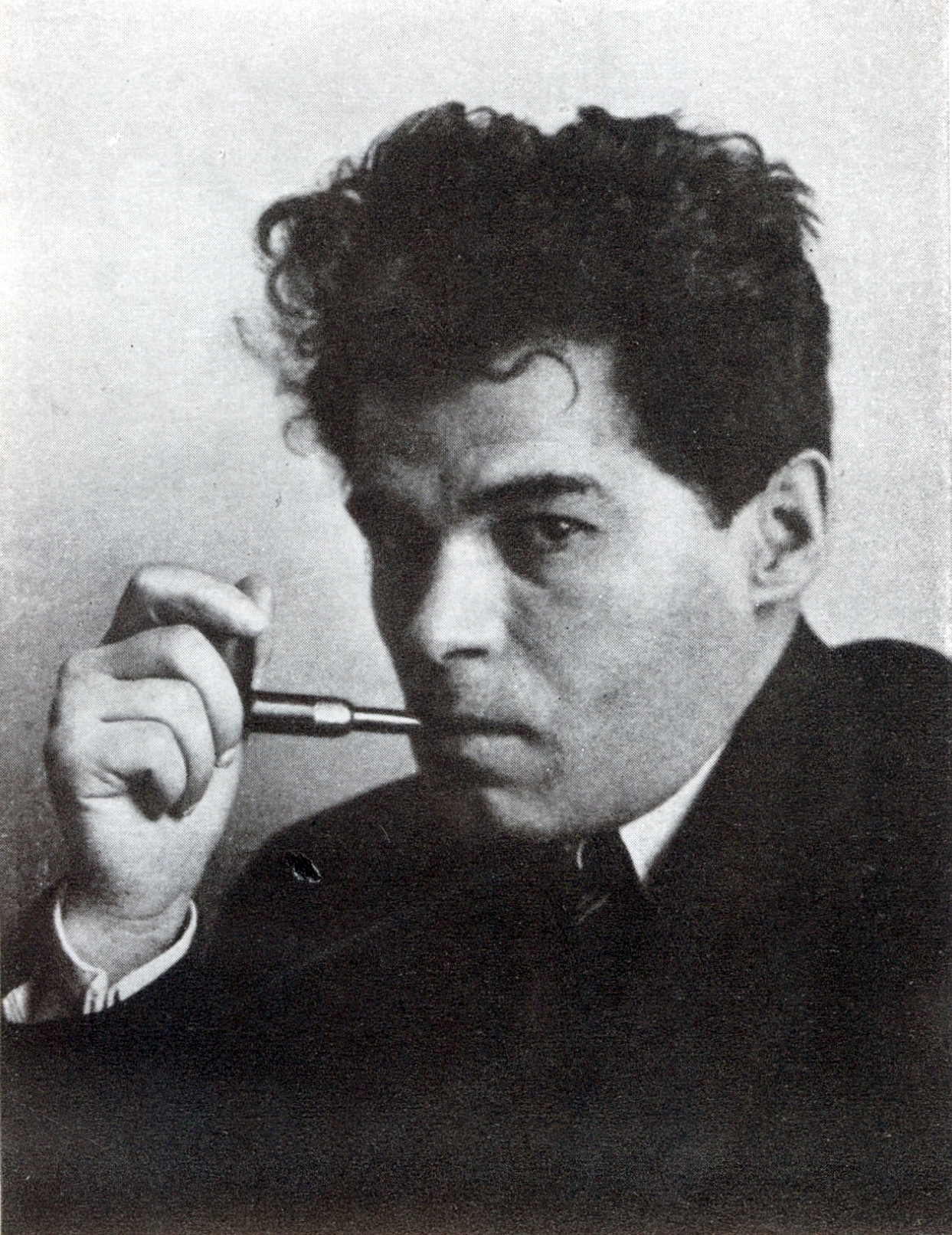
ميخايلو سيمنكو

ميخايلو فاسيلوفيتش سيمنكو (بالأوكرانية: Миха́йло Васи́льович Семе́нко)‏ كان كاتبا أوكرانيا ولد في31 ديسمبر 1892 في كيبينزي، في مقاطعة بواتافا في الإمبراطورية الروسية؛ وأعدم رميا بالرصاص في 23. اكتوبر 1937 في كييف، جمهورية أوكرانيا الاشتراكية السوفيتية. يعد من رواد إحياء وتطوير الأدب الوطني الأوكراني، وممثلا للتيار الأدبي المستقبلي الأوكراني.

## حياته
درس سيمينكو في معهد الطب النفسي العصبي في سانت بطرسبرغ بين عامي 1911 و 1914. كان أول إصدار له عبارة عن مجموعة شعرية بعنوان «تمهيد» في عام 1913. عاد إلى كييف في عام 1914، ووجُنّد في الحرب العالمية الأولى ونُقل إلى فلاديفوستوك حيث عمل في التلغراف بين عامي 1916 و 1917، وانضم هناك إلى المجموعة السرية التابعة لـ حزب العمال الديمقراطي الاشتراكي الروسي (SDAPR). هناك كتب المجموعتين الشعريتين «بييرو يستسلم» و «بييرو يحب»، التين كانتا تجارب في الانطباعية والرمزية سخر فيهما من صورة البطل الغنائي المحبّ التين نشرتا في عام 1918.
عاد في عام 1917 إلى كييف، وفي عام 1919 أسس دار نشر «فلامنغو» ونشر مجموعات شعرية بعنوان «بييرو ميت» و «دفاتر ملاحظات» و «في حدائق اللامبالاة»، وكذلك قصيدة «ليليث». في عام 1919 نشر «المستقبل الثوري» و «الرفيق.الشمس» و «فيلمان شعريان»، وتولى رئاسة تحرير مجلة "Art". في عام 1920 نشر «تقويم الثلاثة» مع ليوبوشنكو وسليسارنكو الكتاب المشترك «تقويم الثلاثة»، وفي عام 1921 نشر «أشعة التهديدات». في الوقت نفسه أسس مجموعة للشعراء المستقبليين سميت لاحقا برابطة أسبانفوت، والتي نشرت مجلة «عربة الفن» عام 1922.
بعد تعرضه لانتقادات من الأوساط الأدبية، انتقل سيمينكو إلى اليسار وغير اسم رابطة أسبانفوت إلى «كومونفوت»، وعمل في الأعوام 1924 إلى 1927 في نفس الوقت رئيسا لتحرير «مصنع اأفلام أوديسا» الصادرة عن جمعية مخرجي السينما الصورية الأوكرانية.
ي عام 1924 نشر تحت عنوان «كوبزار» مجموعتين من أعمال له من الفترة 1910-1922، ونشر في عام 1925 مجموعة «في الثورة» والفيلم الشعري «السهوب» عام 1927 نشر مع ج. شكروبيم ومايكولا بازان كتاب «لقاء عند مفترق الطرق»، وأسس جمعية جديدة للمستقبلية (مع الكتاب جيو شكوروبي، وديمتري بوزكو، وليونيد سكريبنيك، وأليكسي بولتوراتسكي، وأليكسا فلايزكو، والفنانين فاديم ميلر، وأناتولي بيتريتسكي وغيرهم) سميت «الجيل الجديد» وأصدرت مجلة تحمل (1927-1930).
بعد أن تعرض لنقد شديد، ابتعد سيمنكو عن المستقبلية وأصدر مجموعات شعرية تمجّد الثورة البلشفية (مجموعات "كوزبارالصغير وقصاءد أخرى" عام 1928، و"أوروبا ونحن، عام 1929. في أوائل الثلاثينيات اعترف "بالخطأ" في مواقفه السابقة، كما يتضح من مجموعات "القصائد الحديثة" (1931) و "من اليوميات السوفيتية" و "الصين على النار" (1932) و "الشؤون الدولية" (1933)).

## اعتقاله وإعدامه
قبل ثلاثة أيام من اعتقاله، 23 أبريل 1937 أقام ميخايلو سيمينكو أمسية إبداعية في كييف، ونظرًا لأنه يعيش بشكل دائم في خاركيف ويزور كييف بشكل متكرر، أعدت له مذكرتا اعتقال. اتُهم الكاتب بالمشاركة في المنظمة الإرهابية القومية الأوكرانية الفاشية، التي لم تكن موجودة في الواقع، وكذلك بالتخطيط لمحاولة اغتيال سكرتير اللجنة المركزية للحزب الشيوعي الأوكراني (B) U S. في. Kosior ، التي كان من المفترض أن تتم خلال مظاهرة 1 مايو 1937.
في حملة «التطهير» الستالينية التي شهدها الاتحاد السوفيتي، إعتقلته المفوضية الشعبية للشؤون الداخلية (NKVD) في 26 أبريل 1937 مع كتاب أوكرانيين آخرين ووجهت إليه تهمة «المشاركة في أنشطة مناهضة للثورة»، حيث اتهم بالمشاركة في المنظمة الإرهابية القومية الأوكرانية الفاشية (التي لم تكن موجودة في الواقع)، وكذلك بالتخطيط لاغتيال سكرتير اللجنة المركزية للحزب الشيوعي الأوكراني في مسيرة الأول من أيار 1937. وفي 23 في أكتوبر 1937 حُكم عليه بالإعدام ونفّذ الحكم في نفس اليوم رميا بالرصاص في سجن كييف ، ودُفن في مقبرة جماعية في غابة بيكيفنا.
أعيد له الاعتبار في الاتحاد السوفيتي في منتصف الستينيات.

## تاثيره على الأدب الأوكراني الحديث
أزيل اسم سيمنكو تاريخ الأدب الرسمي (انظر النهضة المشنوقة) واختفت أعماله، ولذلك لم يكن له أي تأثير على الجيل القادم. ولكنه عاد ليُقرأ لاحقا وكان له تأثير على كتّاب الأدب الأوكراني الحديث، يظهر في الجيل الأكبر سنا لدى إيغور كالينيتس فاسيل هولوبورودكو، ولدى المؤلفين اللاحقين تظهر تأثيراته في شعر سيرجي زادان ، وتاراس شيفتشينكو، وأوليغ كوستاريف، ويوبوف يكيمتشوك
في عام 2012، بمبادرة من ليوبوف يكيمتشوك، أعلن الشعراء الطليعيون الأوكرانيون عام سيمينكو، الذي تميز بسلسلة من الأحداث المخصصة للشاعر.